# Erling Knudtzon
Erling Knudtzon (15 december 1988, Oslo) is een Noors voetballer die als rechtsbuiten speelt. In januari 2019 maakte Knudtzon transfervrij de overstap naar Molde FK.

## Erelijst
Als speler
| Competitie    |               |               |               |               |
| Competitie    | Aantal        | Jaren         |               |               |
| Lillestrøm SK | Lillestrøm SK | Lillestrøm SK | Lillestrøm SK | Lillestrøm SK |
| ------------- | ------------- | ------------- | ------------- | ------------- |
| NM Cup        | 1x            | 2017          |               |               |
| Molde FK      |               |               |               |               |
| Eliteserien   | 1x            | 2019          |               |               |